# Trachybyrsis chionochlaena
Trachybyrsis chionochlaena är en fjärilsart som beskrevs av Edward Meyrick 1932. Trachybyrsis chionochlaena ingår i släktet Trachybyrsis och familjen vecklare. Inga underarter finns listade i Catalogue of Life.